# Walter Ferguson
Walter Ferguson (Guabito, Panamá, 7 de mayo de 1919-Cahuita, Costa Rica, 25 de febrero de 2023) más conocido como Mr. Gavitt o El Rey del Calypso fue un calypsonian costarricense.

## Biografía
Nació en el pueblo panameño de Guabito, muy cercano a la frontera panameña. Su papá fue Melchor Lorenzo Ferguson James, un cocinero y panadero jamaicano que llegó a Panamá en busca de trabajo, y su madre fue Sarah Byfield Dykin, una costarricense de origen jamaicano que también emigró a Panamá por trabajo. A la edad de dos años sus padres junto con él se regresaron a Costa Rica, específicamente a Cahuita, un pueblo de pescadores de la provincia de Limón, en donde vivió su niñez y que lo reclama como hijo ilustre.
Ferguson fue el autor de «Cabin in the wata», «Callaloo», «Carnaval Day» y muchos otros calypsos, en los cuales retrató la vida de las aldeas de la vertiente caribe costarricense con una mezcla de humor y tragedia.
Durante la mayor parte de su vida se dedicó a interpretar su música sin salir de su pueblo y valiéndose solamente de una guitarra. La admiración que causó en los músicos del Valle Central alentó una corriente de renovación del calypso limonense entre los músicos urbanos.
Ferguson grababa sus composiciones en casetes y en condiciones rústicas para luego vender las cintas a los turistas nacionales y extranjeros que visitaban Cahuita con la idea de conocer al músico legendario de Limón. 
En la década de los años 1970 decidió retirarse de la música, ejecutando desde entonces ocasionales composiciones, pero sin volver a presentarse con la frecuencia y la actividad del pasado.

## Primeras grabaciones
En 1982 el musicólogo estadounidense Michael Williams produjo y grabó a Ferguson en un disco de acetato titulado mr popons: Calypso of Costa Rica (cocoa Geral el mono calypso songs sung in english), lanzado bajo el sello Smithsonian Folkways Recordings, en el cual se recogían algunos de sus temas más famosos. También incluía las letras en inglés y una breve biografía.
Un segundo disco grabado en 1986 se tituló Calypsos del Caribe de Costa Rica e incluía otras canciones, además de una breve biografía de Ferguson escrita por la historiadora costarricense Paula Palmer, más algunas letras en inglés.

## Distinciones y reconocimientos
La Asociación de Compositores y Autores Musicales de Costa Rica le otorgó el premio Ricardo Mora en el 2009, por su labor de toda una vida como compositor. En 2017 fue galardonado con el Premio de Patrimonio Cultural Inmaterial Emilia Prieto Tugores. En 2018 la Asamblea Legislativa de Costa Rica declaró el 7 de mayo, día de su cumpleaños, como Día Nacional del Calypso y el 22 de febrero de 2023, tres días antes de su fallecimiento, lo declaró "ciudadano honorífico" de la República.

## Discografía
- Mr. Gavitt: Calypso of Costa Rica, 1982
- Calypsos del Caribe de Costa Rica, 1986
- Babylon, 2002
- Dr. Bombodee, 2004

Otras, Calaloo, cavin in the wata